# Pasquale de Luca
Pasquale de Luca (Edmonton; 26 de mayo de 1962) es un exfutbolista canadiense.

## Trayectoria
Jugó cuatro temporadas en la North American Soccer League. Más tarde, jugó en el MISL, jugando tres temporadas, desde 1985 hasta 1988, con el Cleveland Force.

## Selección nacional
Jugó en 19 partidos internacionales completos con Canadá de 1984 a 1985, anotando un gol. Estuvo en el equipo de la Copa del Mundo de 1986, pero no apareció en un juego.

### Participaciones en Juegos Olímpicos
| Torneo                   | Sede        | Resultado        |
| ------------------------ | ----------- | ---------------- |
| Juegos Olímpicos de 1984 | Los Ángeles | Cuartos de final |

### Participaciones en Copas del Mundo
| Mundial                        | Sede   | Resultado    |
| ------------------------------ | ------ | ------------ |
| Copa Mundial de Fútbol de 1986 | México | Primera fase |

## Clubes
| Club                        | País           | Año       |
| --------------------------- | -------------- | --------- |
| Edmonton Drillers           | Canadá         | 1980-1982 |
| Toronto Blizzard            | Canadá         | 1982-1985 |
| Cleveland Force             | Estados Unidos | 1985-1988 |
| Edmonton Brick Men (cesión) | Canadá         | 1986-1987 |

## Palmarés

### Títulos nacionales
| Título                              | Equipo            | País   | Año     |
| ----------------------------------- | ----------------- | ------ | ------- |
| North American Soccer League Indoor | Edmonton Drillers | Canadá | 1980-81 |

### Títulos internacionales
| Título                                | Equipo | Sede   | Año  |
| ------------------------------------- | ------ | ------ | ---- |
| Campeonato de Naciones de la Concacaf | Canadá | Varias | 1985 |